# 凯塔·克莱恩
凯塔·克莱恩（英語：Keita Cline，1974年11月29日—），出生于美属维尔京群岛圣托马斯岛，英属维尔京群岛男子田径运动员，主攻短跑和跳远，曾参加过1996年亚特兰大奥运会及2000年悉尼奥运会。